# Luis Gordon Picardo
Luis Gordon Picardo (Cádiz, 20 de agosto de 1898-Madrid, 5 de noviembre de 1932) fue un empresario español. Uno de los primeros miembros del Opus Dei.

## Biografía
Luis nació en Cádiz en 1898. Hijo de Juan Gordon Doz y Agustina Picardo Cells. El matrimonio tuvo quince hijos, si bien tres de ellos fallecieron durante su infancia. La familia, originaría de Jerez de la Frontera, se había trasladado a Cádiz a consecuencia de la mala racha en los negocios. La familia materna procedía de Italia. Su padre, Juan Gordon, se crio en una familia de hondas raíces carlistas y fuertes convicciones religiosas. De hecho, tuvo cuatro hijas religiosas y un hijo sacerdote.
En 1910, su padre fue nombrado delegado de la zona norte de la firma Domecq; y toda la familia se trasladó a San Sebastián. Ya en la capital donostiarra, su padre fue nombrado cónsul británico. Su hermano Juan, que estudiaba cuarto curso de Medicina abandonó la carrera universitaria para ayudar a su padre; mientras que sus hermanas Josefa y Agustina ingresaron en las Reparadoras de San Sebastián (1912), y en el Carmelo de Pau (1913). En 1915, toda la familia se trasladó a Madrid. Primero a la calle Claudio Coello, y después a Ciudad Lineal.
Luis estudió en la École de Brasserie, en la Universidad de Nancy (curso académico 1922-1923), donde adquirió la formación necesaria para convertirse en cervecero. De regreso a España, el 16 de julio de 1925 constituyó junto a su padre y un tío, la sociedad comanditaria Gordón & Comp., estableciéndose en la localidad madrileña de Ciempozuelos. La sociedad se centró en la fabricación de cerveza. Luis trabajó en la dirección y gerencia de la sociedad hasta su fallecimiento.
Luis había sido terciario franciscano, miembro archicofrade de Nuestra señora del Carmen, Hermano de la Congregación de san Felipe Neri y miembro de la Adoración Nocturna. Además, colaboraba con la Congregación seglar de Filipenses, y acudía al Hospital General de Madrid para visitar a los enfermos. Es posible que allí hubiera conocido a Josemaría Escrivá —que acudía desde noviembre de 1931, al centro sanitario para la atención de enfermos—; o bien se hubieran conocido antes, ya que Escrivá había dado clases particulares al hijo de un primo suyo. El 22 de mayo de 1932, Luis solicitó su ingreso en el Opus Dei.
En una de sus visitas al Hospital General de Madrid, un domingo acompañando a Josemaría Escrivá, este le pidió a Gordon que mientras atendía a un tuberculoso, le limpiase la bacinilla al enfermo. Al verla llena de esputos se le escapó un gesto de repulsión; pero se contuvo, y se fue al cuarto de servicio. Josemaría salió inmediatamente detrás para ayudarle. Se lo encontró en plena faena. Estaba lavando el orinal con la camisa remangada hasta el codo, lavandolo con la mano, mientras decía para sí: "¡Jesús, que haga buena cara!".
Falleció a los 34 años de edad, como consecuencia de una neumonía, en la madrugada del 5 de noviembre de 1932. Junto con su padre y hermanos, que vivían en la misma casa, Josemaría Escrivá le asistió durante sus últimas horas. Fue el primer laico del Opus Dei en fallecer. Fue enterrado en el cementerio de la Archicofradía Sacramental de San Lorenzo y San José (Madrid).
Luis no hizo testamento. Pedro Casciaro recuerda que Josemaría Escrivá le comentó que quizás Dios quiso llevárselo pronto para que el Opus Dei naciera en una pobreza real, ya que Gordon contaba con una buena fortuna, que quiso dejar al Opus Dei, pero Escrivá le disuadió para que se viera que la Obra salía adelante sin medios materiales.